# Kanton Salies-du-Salat
Salies-du-Salat is een voormalig kanton van het Franse departement Haute-Garonne. Het kanton maakte deel uit van het arrondissement Saint-Gaudens. Het werd opgeheven bij decreet van 13 februari 2014 met uitwerking op 22 maart 2015.

## Gemeenten
Het kanton Salies-du-Salat omvatte de volgende gemeenten:
- Ausseing
- Belbèze-en-Comminges
- Cassagne
- Castagnède
- Castelbiague
- Escoulis
- Figarol
- Francazal
- His
- Mane
- Marsoulas
- Mazères-sur-Salat
- Montastruc-de-Salies
- Montespan
- Montgaillard-de-Salies
- Montsaunès
- Roquefort-sur-Garonne
- Rouède
- Saleich
- Salies-du-Salat (hoofdplaats)
- Touille
- Urau